# Château de Rayne-Vigneau

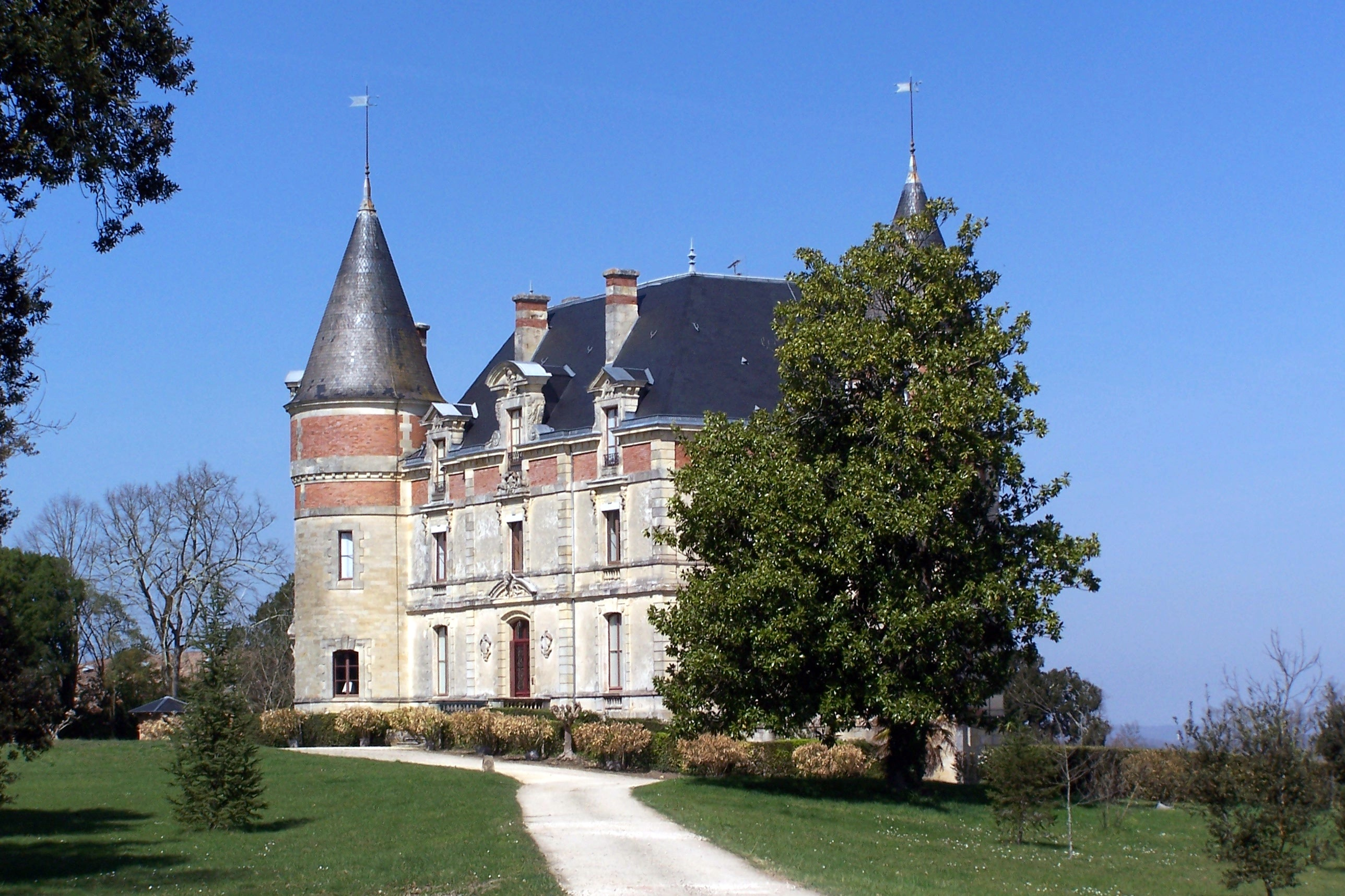
Château de Rayne Vigneau, 2012

Das Château de Rayne-Vigneau ist ein Weingut in der Gemeinde Bommes, einem Teil der Appellation d’Origine Contrôlée Sauternes in der Weinbauregion Bordeaux. Bei der Bordeauxwein-Klassifizierung von 1855 wurde es als „Premier Cru Classé“ klassifiziert. Das Gut verfügt über 80 Hektar Fläche, die ausschließlich dem Weinbau gewidmet sind. Die Rebflächen liegen nur unweit von den Weingütern Château Sigalas-Rabaud, Château Rabaud-Promis sowie Château Lafaurie-Peyraguey entfernt.

## Rebsorten
Die Rebsorte Sémillon stellt mit einer bestockten Fläche von 74 Prozent den größten Anteil. Daneben werden noch 24 % Sauvignon Blanc beigemischt. Die restlichen 2 % entfallen auf die Rebsorte Muscadelle. Das durchschnittliche Alter der Reben liegt bei 30 bis 35 Jahren. Die Lese erfolgt per Hand in mehreren Lesegängen, um die edelfaulen Beeren zu selektionieren. Nachdem der werdende Wein durch die Alkoholische Gärung im Holzfass einen Alkoholgehalt von 13 bis 14 Volumenprozent erreicht, wird er in Edelstahltanks umgepumpt, während einiger Tage auf 7 °C heruntergekühlt und stabilisiert. Der Wein reift nach der Schwefelung 12 bis 18 Monate in Barriques, die jährlich zur Hälfte erneuert werden. Vom Grand Vin werden jährlich fast 120.000 Flaschen abgefüllt. Der Zweitwein des Guts heißt Madame de Rayne.
Als herausragend gelten nach René Gabriel die Weine von 2011 (19/20, trinken bis 2080), 2005 (19/20, trinken bis 2050) und 1999 (18/20, trinken bis 2060). Bemerkenswert ist nebst der hohen Qualität auch das äußerst große Alterungspotential.

## Geschichte
Die Geschichte des Guts lässt sich bis in das späte 17. Jahrhundert zurückverfolgen, als das Weingut Gabriel de Vigneau gehörte. 1681 übernahm dessen Sohn Étienne die Geschicke des Guts. Er heiratete Jeanne Sauvage, Tochter des Eigners von Château d’Yquem. Danach verliert sich die Geschichte des Guts während einiger Jahrzehnte. Bekannt ist, dass die Weinhändler-Familie Duffour das Gut spätestens ab dem Jahr 1742 besaß. Nach dem Tod von Jean Duffour im Jahr 1750 verwaltete dessen Witwe Jeanne Tuffereau den Besitz bis 1774. Ihr Sohn übernahm das Gut, verstarb aber bereits im Sommer 1775, so dass dessen Bruder Bruno Duffour die Geschicke bis 1817 leitete. Nach dessen Tod erbten vier Neffen Château de Rayne-Vigneau. Im Jahr 1834 kaufte Catherine de Rayne das Weingut. Ihre Ehe blieb kinderlos, so dass ihr Besitz an ihren Bruder Vicomte Gabriel de Pontac überging. Er benannte das Weingut um in Vigneau-Pontac, aber sein Neffe Albert de Pontac änderte den Namen im Jahr 1892 in Château Rayne-Vigneau. Nach Alberts Tod am 19. August 1922 leitete sein Schwiegersohn Gabriel Vicomte de Roton zusammen mit seiner Frau Alexandrine de Pontac die Geschicke von Rayne-Vigneau. Deren Sohn Francois Vicomte de Roton besitzt weiterhin noch das Gebäude.
Die Rebflächen kaufte Georges Raoux im Jahr 1961. Da sich Süßweine dieser Region in den 1960er Jahren schlecht verkauften, musste Raoux sich bereits zehn Jahre später von dem Weingut trennen; der Preis belief sich auf 3 Millionen Francs. Die Weinhändlerfamilie Mestrezat-Preller, auch Eigentümer des Rotweingutes Château Grand-Puy-Ducasse, war während einiger Jahrzehnte Besitzer, veräußerte das Gut jedoch im Jahr 2004 an die Bank Crédit Agricole.